# Mumbar

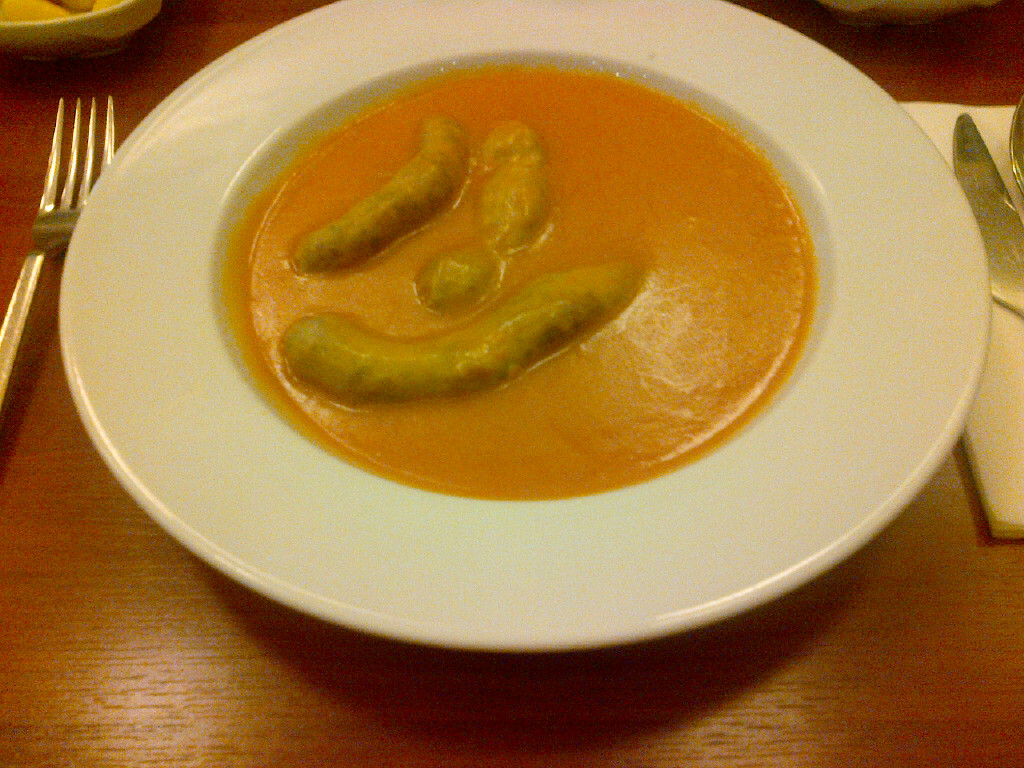
Mumbar dolması

Mumbar o mumbar dolması es un plato tradicional de casquería en la cocina turca y las cocinas del vecindario.
Mumbar se prepara llenando las tripas con una mezcla de arroz, carne molida, salsa de tomate, salsa de pimentón, perejil, ajo y algunas especias y cocinando todo en agua con un poco de sal. Es un plato de la categoría dolma.

## Nombres alternativos
En algunas partes de Turquía el plato se denomina "bumbar" o "bumbar dolması" también. Además, en el idioma turco a todos los platos de dolma se puede referir cómo "dolma" en vez de "dolması", sin cumplir la gramática precisa, por razones de practicidad. Por lo tanta este plato también puede llamarse "mumbar dolma" o "bumbar dolma".